# Solsidans station
Solsidan  är en järnvägsstation på Saltsjöbanan vid Solsidan i Nacka kommun.

## Historik
Strax intill gårdsbebyggelsen Vårgärdets tidigare placering ligger ändstationen på Saltsjöbanans grenbana Igelboda-Solsidan. Stationshuset invigdes 1913 och ritades av arkitekt Gustaf Hugo Sandberg, han stod även som arkitekt bakom flera andra stationshus längs Saltsjöbanan. Stationshuset används numera som lunchrestaurang. Från Solsidan kan man åka buss 458 till Älgö och Saltsjöbadens station. Avståndet från station Slussen är 15,8 kilometer.
Från stationen fortsatte banan till lastkajen fram till 1959 då stickspåret togs bort.

## Galleri

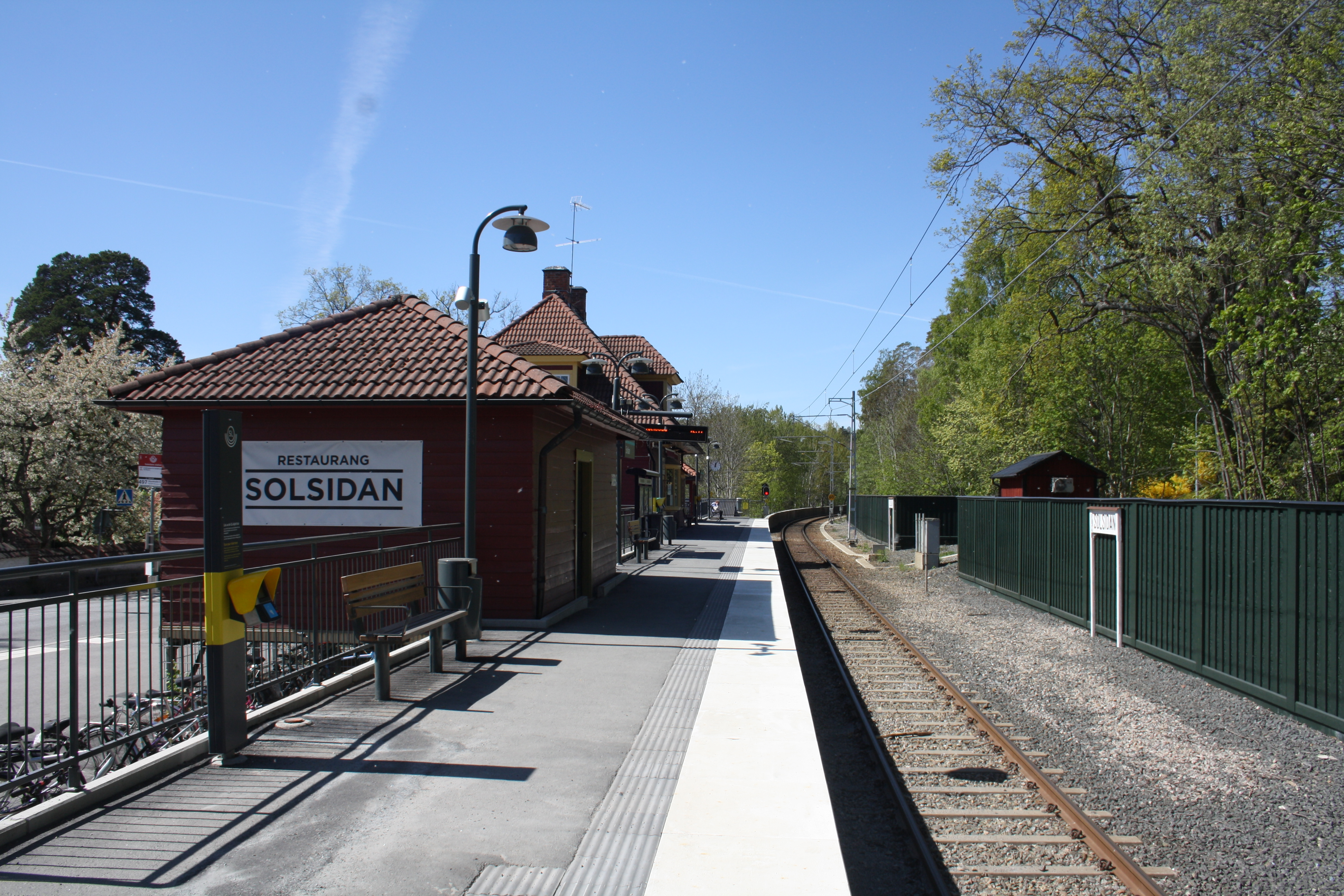
Perrongen
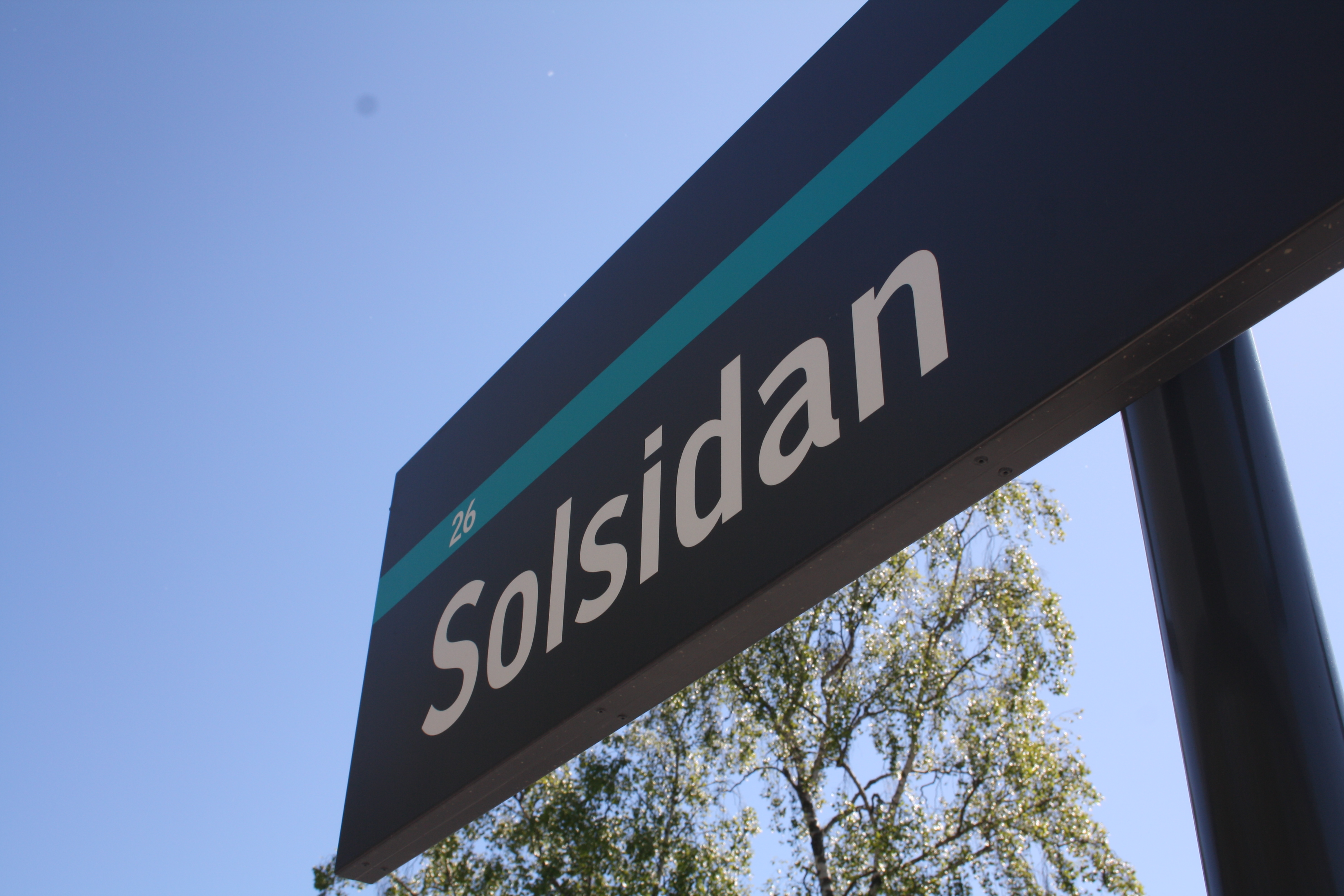
Stationsskylt
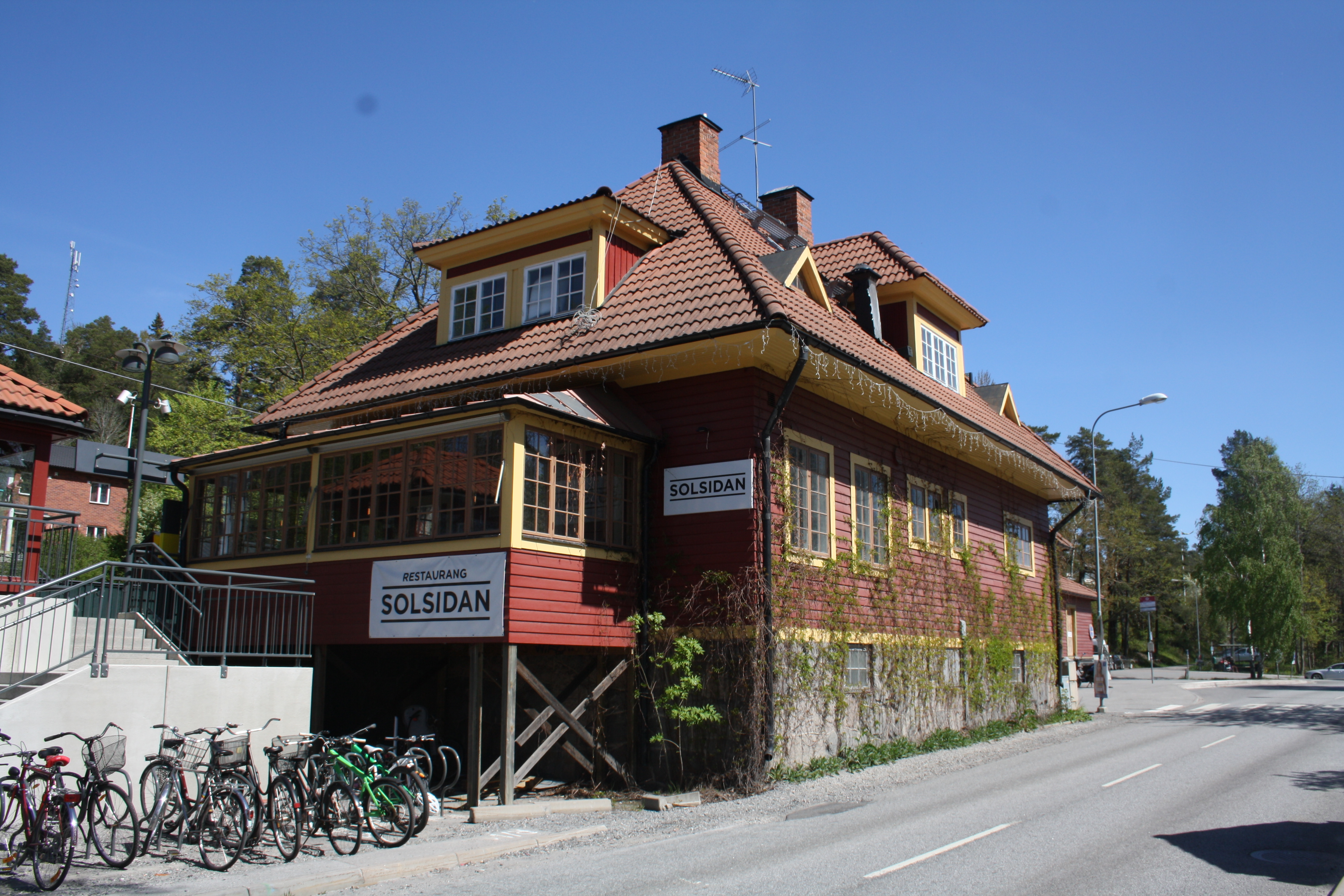
Stationshuset
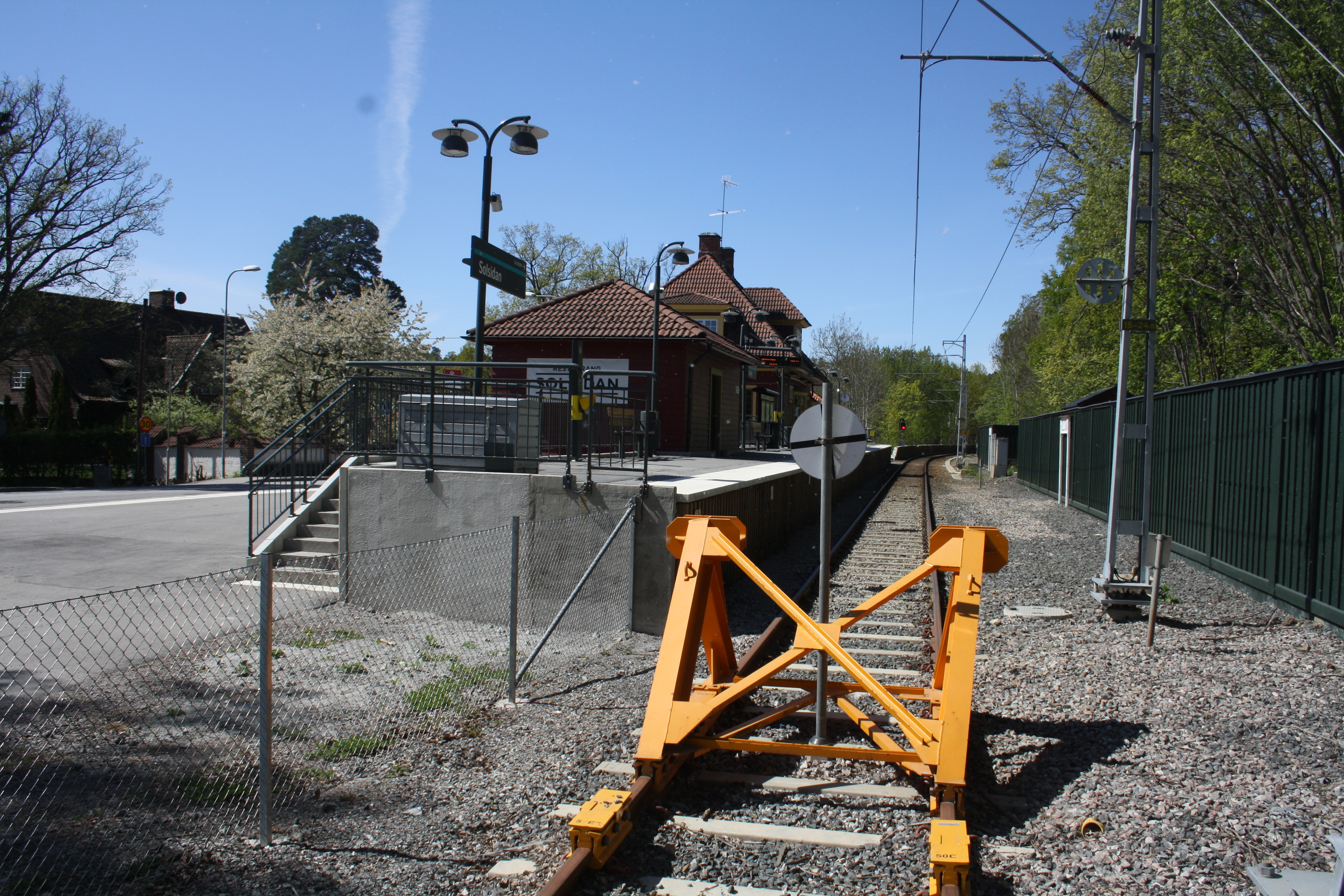
Stationen